# Horror punk
L'horror punk és un gènere musical que barreja punk rock i sons doo-wop i rockabilly amb influències dels anys 1950 i imatges i lletres agressives provinents de pel·lícules de terror, ciència-ficció i sèrie B. El subgènere va ser iniciat per Misfits a finals del la dècada del 1970 i principis de la del 1980. Les bandes posteriors es van formar sota la seva influència com Mourning Noise, The Undead i Samhain, consolidant la primera onada d'horror punk. A finals de la dècada del 1990 i principis de la dècada del 2000 el gènere va guanyar popularitat gràcies a la reunió de Misfits i l'èxit de grups com AFI, Son of Sam, Murderdolls, Blitzkid, Calabrese, Creeper i Les Aranyes.

## Característiques
L'horror punk es defineix com la fusió de la música punk rock amb les imatges i temes habituals del cinema de terror i sovint fa referència a pel·lícules de sèrie B. Alguns grups i lletres del gènere també tracten esdeveniments escabrosos de la vida real. Per tant, l'horror punk generalment evita les lletres polítiques que es troben en el punk rock convencional.
Durant les primeres etapes del rock gòtic, «horror punk» era un terme que sovint s'aplicava malament al gènere. Tot i que tant l'horror punk com el rock gòtic coincideixen en alguns punts de referència, els dos gèneres estan clarament separats segons les definicions actuals. Al rock gòtic li manquen les influències del rockabilly i del doo-wop que sí les té l'horror punk. El psychobilly també és un estil estretament relacionat amb l'horror punk, especialment durant la dècada del 2000, quan els gèneres es van anar entrellaçant. En un article a Kerrang!, l'escriptor Chris Krovatin va afirmar que «els dos gèneres s'han tornat tan coincidents l'un amb l'altre que fer distincions entre allò que els diferencia no val la pena». Alguns grups de psychobilly adopten la influència de les imatges de l'horror punk, especialment Tiger Army.

## Història

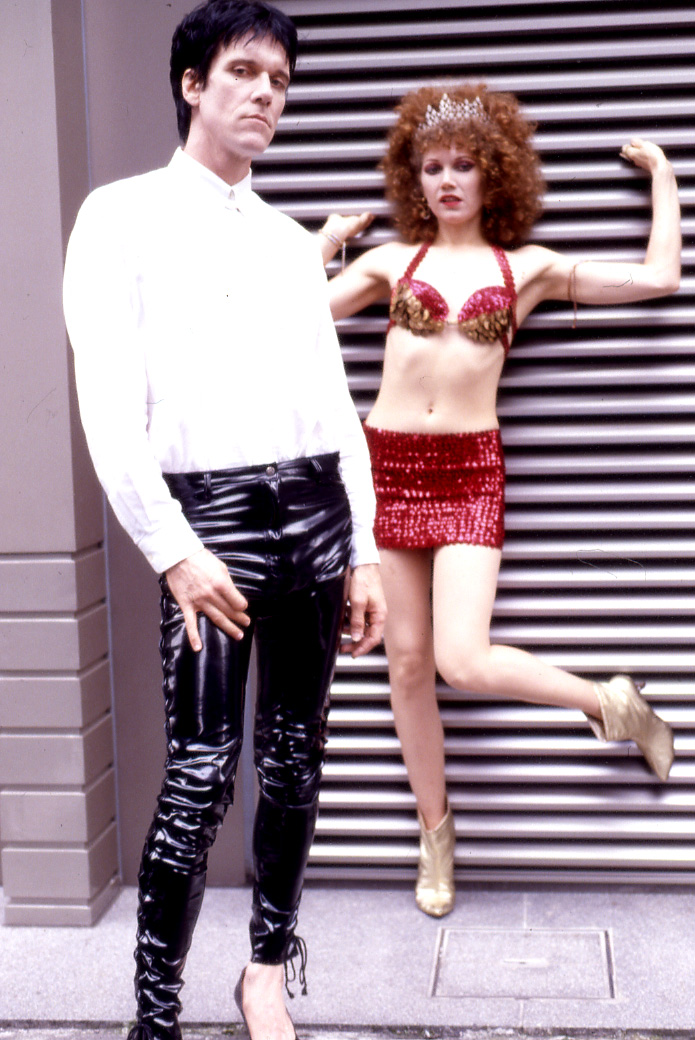
The Cramps és una influència clau en el desenvolupament de l'horror punk

La fusió de les imatges de terror i la música rock existeix des dels primers anys del gènere. El cantant de rock and roll dels anys 1950 Screamin' Jay Hawkins i el seu senzill «I Put a Spell on You» n'és un exemple destacat a través de les seves al·lusions al vodú. A més, cançons de tragèdia adolescent com «Teen Angel», «Endless Sleep» i «Moody River» eren un estil popular d'escriptura que emfatitzava l'horror durant les dècades del 1950 i 1960. Aquests elements van continuar fins als anys 1970 amb l'arribada del glam rock i el heavy metal. Grups pioners com Alice Cooper i Black Sabbath van utilitzar temes de terror abastament al llarg de les seves carreres.
Una de les influències més destacades de l'horror punk va ser la música de The Cramps, una fusió entre el rockabilly i les imatges i lletres influïdes per Shock Theatre. A més, The Damned, una de les primeres bandes de punk rock angleses, va fer ús d'una estètica influenciada pel terror. En particular, el vocalista de la banda, David Vanian, va donar forma al seu personatge escènic a partir de la pel·lícula Dràcula de 1931 i el seu actor principal Béla Lugosi.
Misfits es van formar l'any 1977 i va començar a crear música influenciada per l'escena punk rock que aleshores naixia. Després de gravar l'àlbum Static Age l'any 1978, va començar a escriure música inspirada en la ciència-ficció i el terror de les pel·lícules de sèrie B. Al mateix temps, va començar a utilitzar el personatge principal de The Crimson Ghost (1946) com a logotip, amb maquillatge i roba amb estampats d'esquelets durant les actuacions, i van emprar un pentinat inspirat en Eddie Munster que van anomenar devilock. Amb aquest canvi estilístic, Misfits va establir les bases per a totes les futures bandes d'horror punk. Després que el guitarrista Bobby Steele abandonés la banda, aquest va formar un nou grup d'horror punk a Nova York, The Undead. Steve Zing, que va formar part de la formació inicial, va formar el seu propi grup d'horror punk, Mourning Noise, el 1981. Després de la ruptura de Misfits l'any 1983, el vocalista Glenn Danzig va formar Samhain.
A principis de la dècada del 1980, el gènere death rock va ser néixer a Los Angeles amb grups com 45 Grave, Christian Death, Super Heroines i Kommunity FK. 45 Grave, en particular, té una notable influència de l'horror punk.